# Ера (рок група)
Вижте пояснителната страница за други значения на Ера.
„Ера“ е фънк/траш група в България, основана през октомври 1986 г. и съществувала 8 години.
Групата има мащабни турнета в цяла България, участия в много национални рок фестивали, Международния младежки фестивал в Москва и турнета в Чехословакия и Югославия.

## История
Вземат участие в първия рок-фестивал „Свят и чудни хора“ в Мичурин (дн. град Царево) през 1987 г. По време на деветото издание на международния музикален фестивал „Ален мак“ (1989) свирят на заедно с J.J. Malone. През 1990 г. групата взима активно участие в концерти като „Рок за демокрация“, „Рок срещу цензурата“ и др. Същата година печели голямата награда на „Златният Орфей“ за песента „Градът“.
Групата подгрява заедно с Милена първия мащабен метъл концерт в България през септември 1991 г. Тогава за първи път, пред 15 000 фенове, пеят метъл величията по онова време Sodom. „Ера“ и Милена се представят блестящо като подгряваща банда. През ноември 1991 г. участва във фестивала Francofolies в Благоевград. През 1992 г. е поканена за изданията La Rochelle и Les Eurockeennnes de Belfort във Франция и свири заедно с Nazareth. В началото на 1994 г. групата издава последния си албум Point Of View. Следват участия като откриваща група на Manowar в Гърция и на турнето Magic Depression Tour в Румъния.
През 2006 г. „Ера“, „Конкурент“ и „Ахат“ издават DVD „20 години по-късно...“

## Дискография

### Студийни албуми
| Година | Албум           | Вид | Издател        | Каталожен номер |
| ------ | --------------- | --- | -------------- | --------------- |
| 1994   | „Point of View“ | MC  | Marlboro Music | MC001           |

### Сингли
| Година | Сингъл                      | Вид | Издател        | Каталожен номер |
| ------ | --------------------------- | --- | -------------- | --------------- |
| 1992   | „Suicide“                   | MC  | King's Records |                 |
| 1991   | „Ха-ха“ (с Милена)          | LP  | Балкантон      | ВТА 12771       |
| 1988   | „BG Рок ІІ“ (с „Конкурент“) | LP  | Балкантон      | ВТА 12499 – А   |

### Видеоалбуми
- 2006 – 20 години по-късно... (DVD с „Конкурент“ и „Ахат“)

## Награди
| Година | Награда                             | Песен / композитор            | Фестивал                               | Град / Държава |
| ------ | ----------------------------------- | ----------------------------- | -------------------------------------- | -------------- |
| 1990   | Голямата награда за млади певци     | „Градът“                      | Международен фестивал „Златният Орфей“ | Слънчев бряг   |
| 1988   | Награда от в-к „Студентска трибуна“ | за най-добра рок група        | Втори София Рок Фестивал               | София          |
| 1987   |                                     | Най-добра българска рок група | Първи София Рок Фестивал               | София          |